# Oliver North
Oliver Laurence „Ollie” North (ur. 7 października 1943 w San Antonio) – amerykański wojskowy, podpułkownik Korpusu Piechoty Morskiej Stanów Zjednoczonych oraz dziennikarz.
Był członkiem Rady Bezpieczeństwa Narodowego w administracji prezydenta Ronalda Reagana zamieszanym w aferę Iran-Contras.
Obecnie jako dziennikarz jest gospodarzem programu publicystycznego War Stories with Oliver North w stacji Fox News Channel. Jest również autorem i współautorem kilkunastu książek o tematyce wojskowej, zarówno o charakterze fikcyjnym jak i dokumentalnym.